# Курс Чистої Математики
Курс чистої математики (англ. A Course of Pure Mathematics) — це класичний підручник із вступу до  математичного аналізу, написаний Ґ. Г. Гарді. Рекомендується людям, що вивчають математичні числення. Вперше опублікований у 1908 році, він пройшов через десять видань (до 1952 р.) та кілька перевидань. Зараз у Великій Британії немає авторських прав і його можна завантажити з різних вебсайтів. Цей підручник залишається однією з найпопулярніших книг з чистої математики.

## Зміст книги
Книга містить велику кількість описових та навчальних матеріалів, а також низку складних задач щодо аналізу теорії чисел. Книга впорядкована у наступні глави, з кожним розділом далі.
1. Дійсні змінні
2. Функції дійсних змінних
3. Комплексні числа
4. Границі функцій додатних інтегральних змінних
5. Обмеження функцій постійних змінних. Неперервні змінні
6. Похідні й інтеграли
7. Додаткові теорії в диференціальному й інтегральному численні
8. Конвергенція нескінченного ряду та невласних інтегралів
9. Логарифмічні, експоненціальні та тригонометричні функції дійсних змінних
10. Загальна теорія логарифмічних, експоненціальних і тригонометричних функцій
  - Додатки
  - Алфавітний покажчик

## Рецензія
Книга мала на меті допомогти реформувати викладання математики у Великій Британії, а точніше в Кембриджському університеті та в школах, з поглибленим вивченням математики. Вона була спрямована безпосередньо на «рівень стипендії» студентів — топ 10 % до 20 % за здібностями. Сам Харді спочатку не захоплювався математикою, розглядаючи її лише як спосіб, щоб перемогти інших учнів, що він робив безсумнівно, та отримати стипендію. Однак його книга найкращим чином пояснює аналітичну теорію чисел та обчислення, дотримуючись суворості математики. Його публікація вийшла через рік після видання теорії функцій реальної змінної Е. В. Хобсона, яка, можливо, частково стала її натхненником.
Хоча його книга змінила спосіб викладання предмета в університеті, зміст відображає епоху, в якій писали книгу. У книзі досліджується теорія чисел, і автор будує реальні числа теоретично. Він адекватно стосується обчислень з одною змінною, послідовностей, рядів чисел, властивостей cos, sin, log тощо, але не стосується математичних груп, багатозмінних функцій або векторного обчислення. Кожен розділ містить деякі вимогливі завдання. Харді поєднує захоплення місіонера з суворістю пуриста у викладі фундаментальних ідей диференціального та інтегрального числення, властивостей нескінченного ряду та інших тем, що стосуються поняття границь. Бачення Харді з математичного аналізу настільки ж актуальна сьогодні, як і при першому написанні: студенти переконуються, що його економний та енергійний стиль викладу — такий, до якого сучасні автори рідко наближаються. Незважаючи на свої обмеження, книга вважається класикою у своїй галузі. Це, мабуть, найбільш корисний підручник студентам 1 курсу з чистої математики.

## Видання
- Third edition (1921) at Internet Archive